# ヴォルフガング湖
ヴォルフガング湖（ドイツ語: Wolfgangsee）またはウォルフガング湖は、オーストリアのザルツブルク州とオーバーエスターライヒ州に跨る湖。北西-南東に長い形をしている。観光地のザルツカンマーグートを構成する。
湖と同名の街ザンクト・ヴォルフガング (St. Wolfgang)は、10世紀にこの地に隠修士（Einsiedler）として一時（zeitweise）暮らしたという伝説のある聖人ヴォルフガング・フォン・レーゲンスブルクにちなんでいる。
湖はザルツカンマーグート山地の中にあり、その北側にはシャフベルクの山体が位置している。シャフベルク鉄道で1782mの山頂まで行くことができる。

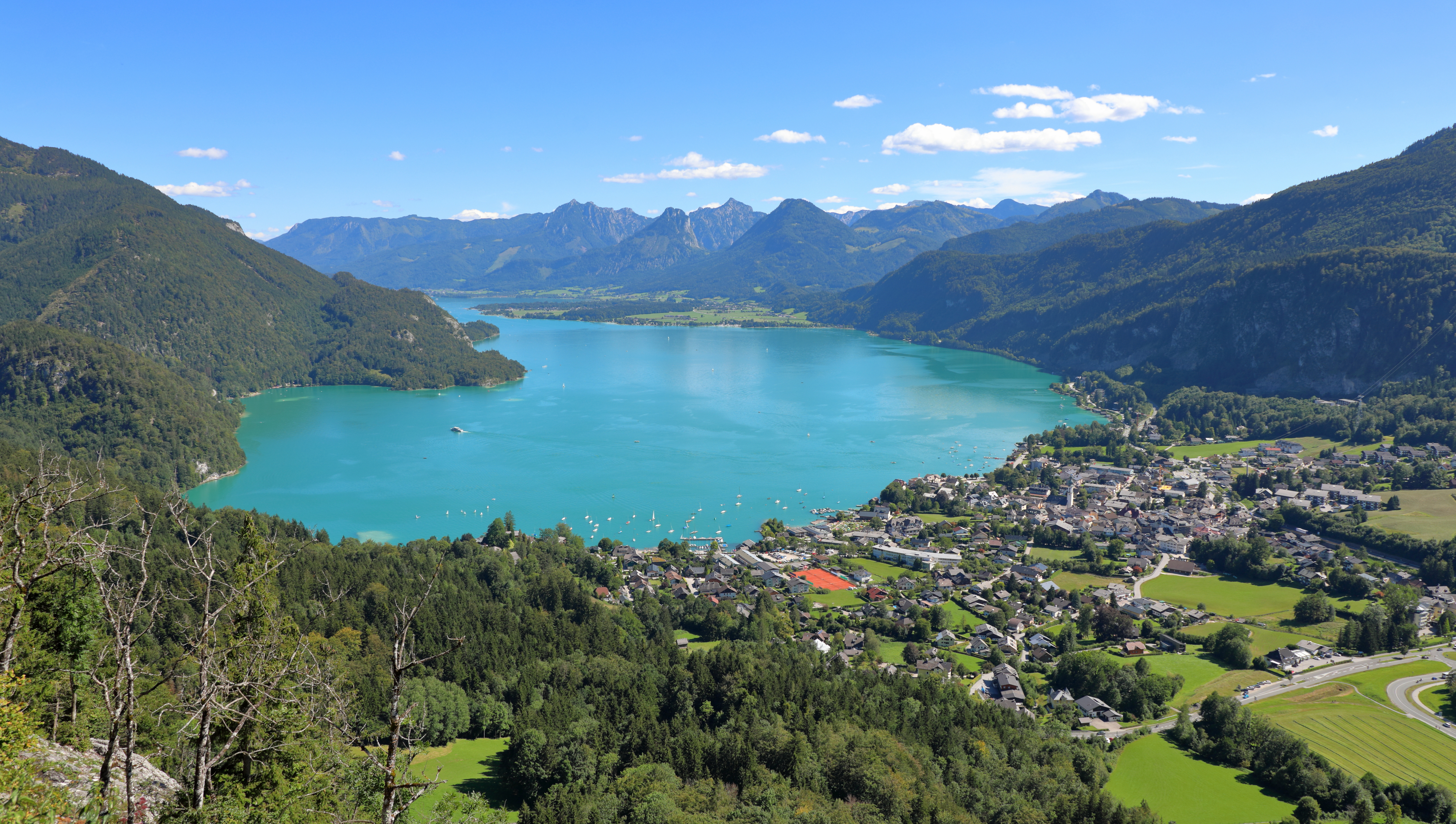
北西から望む
右前がザンクト・ヴォルフガング